# 克拉克夢角鮟鱇
克拉克夢角鮟鱇，為輻鰭魚綱鮟鱇目棘茄魚亞目夢角鮟鱇科的其中一種。分布於中東大西洋的馬德拉群島海域，屬深海魚類，棲息深度約0-1500公尺。

## 扩展阅读
維基物種上的相關：克拉克夢角鮟鱇